# 唐官屯大十八户王氏明代坟茔
唐官屯大十八户王氏明代坟茔位于中华人民共和国天津市静海区唐官屯镇大十八户村东北约500米。大十八户王氏坟茔始建于1622年（以出土墓碑为证），迄今已有389年，由王氏门中第四世祖道亨公（明万历四十一年癸丑科进士）出资兴建，占地面积约2500平米，现存明代坟茔二十余座，（修复后）明代石牌坊一座，供桌、香炉、酒壶各一件、碑刻8块、石碑2通，石雕5件、上马石2件等，具有典型雕工细腻、刻划鲜活的明代雕工特点，为静海县境内为数不多、原址保存、且保存较好的明代坟茔。 